# René Beille
René Beille, né à Perpignan le 3 novembre 1894 et mort à Cabestany le 12 janvier 1991, est un militaire, officier d'infanterie français.
Amputé d'un poumon après avoir été gazé par les Allemands pendant la Première Guerre mondiale, il meurt à l'âge de 96 ans après avoir reçu la Légion d’honneur, le Mérite agricole et repris l'exploitation viticole familiale à Cabestany.

## Biographie

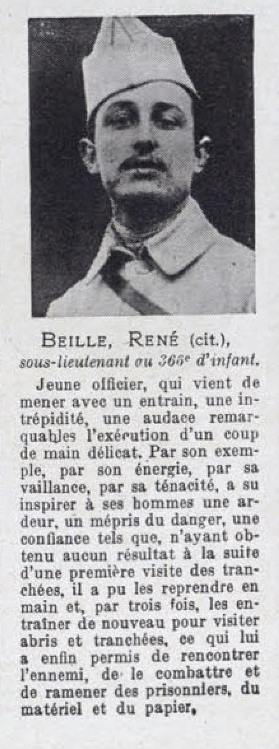
L'illustré, 20 juillet 1918.

Engagé volontaire au 81e régiment d’infanterie, en 1912 ; Lorsque la Première Guerre mondiale éclate, René Beille a 20 ans. Du 2 août 1915 au 23 octobre 1919, il participe ainsi à de nombreuses campagnes contre l'Allemagne (10 au total). Le 16 février 1916, il est nommé lieutenant à titre temporaire au 33e régiment d'infanterie ; puis à titre définitif, le 1er avril 1918 au 366e régiment d'infanterie où il se fait remarquer : « Jeune officier qui vient de mener avec un entrain, une intrépidité, une audace remarquable l'exécution d'un coup de main délicat ».
Blessé à trois reprises, à la main par un éclat de bombe le 19 avril 1915, le 20 août 1918 à l'os hyoïde et aux poumons le 20 octobre 1918 ; il se distingue notamment lors de la Bataille de la Marne. Il participe à plusieurs « coups de main » héroïques qui seront à l'origine de sa légende. Joseph Darand qui a servi sous ses ordres pendant le coup de main du 10 mars 1918, le considère même comme un « Héros Légendaire » de la Première Guerre mondiale. Le 19 juillet 1918 à 19h45, il dirige un coup de main où il fait des prisonniers, procurant ainsi au haut commandement des renseignements d'importance capitale. Il reçoit une citation à cette occasion, pour être parvenu à pénétrer, avec ses hommes, jusqu'à plus de 500 mètres dans les organisations ennemies et capturer plusieurs soldats allemands.
À la suite du coup de main du Mont sans Nom, c'est René Beille qui décide quels soldats plus que d'autres méritent une distinction, en tant qu'officier commandant le Corps Franc du 366e RI.
Gazé par les allemands et blessé à la main, René Beille reçoit sept citations. Il est décoré sur le champ de bataille, avec Joseph Darnand, par le Général Gouraud qui commande la 4e armée. Pour ses faits d'armes, le 30 avril 1918, il reçoit la Croix de guerre, avec 3 palmes, 4 étoiles de vermeil et une étoile d'argent. Dirigé sur le 136e régiment d’infanterie le 9 mars 1919, il est évacué sur l'hôpital militaire de Plantière à Metz, le 1er janvier 1921.
Mutilé et invalide de guerre à 100 %, il reprend pourtant l'exploitation viticole familiale à Cabestany.
Le 7 avril 1927, le Général Gouraud remet au lieutenant Beille, accompagné des membres de son régiment, la croix de la Légion d'honneur, au cours d'une prise d'armes dans la cour des Invalides. La croix est accompagnée de cette citation : « Par son exemple, son énergie, par sa vaillance, par sa ténacité a su inspirer à ses hommes une ardeur et un mépris du danger. »
Alors qu'il est mutilé de guerre, le 15 juin 1944, pendant l'occupation, René Beille écrit à Joseph Darnand, alors responsable de la police de Vichy et qu'il n'avait pas revu depuis, pour tenter de sauver, en vain, son beau-fils, Pierre Fournera, incarcéré par les allemands à la prison Saint-Michel de Toulouse,. Pierre Fournera est fusillé par les nazis, le 1er août 1944, au camp de Souge, après avoir été arrêté par la Gestapo de Toulouse et déporté à Dachau par le train fantôme,.
Le 5 janvier 1954, René Beille est nommé officier de l'Ordre national de la Légion d’honneur.
À l'origine de la création[réf. nécessaire] de l'appellation d'origine contrôlée Rivesaltes en 1936, avec plusieurs vignerons du Roussillon et l'aide notamment du Maréchal Joffre (natif de Rivesaltes) et sa famille, René Beille reçoit la médaille du Mérite agricole le 20 septembre 1950 pour son implication dans la viticulture du Roussillon.
René Beille meurt le 12 janvier 1991, à Cabestany, à l'âge de 96 ans. Invalide de guerre à 100 %, après avoir été blessé à plusieurs reprises pendant la Première Guerre mondiale, il a vécu de longues années avec un seul poumon.

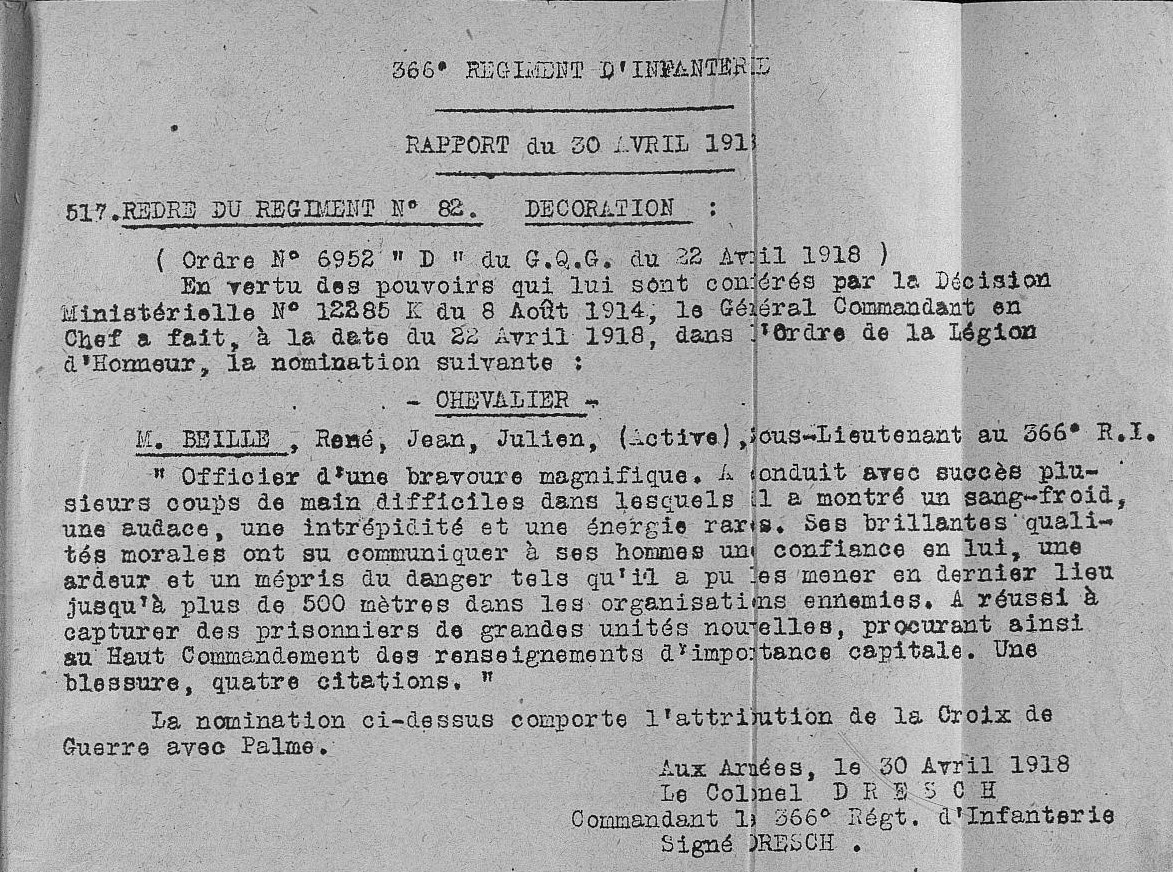
Rapport du 30 avril 1918 concernant la croix de guerre avec palmes de René Beille.
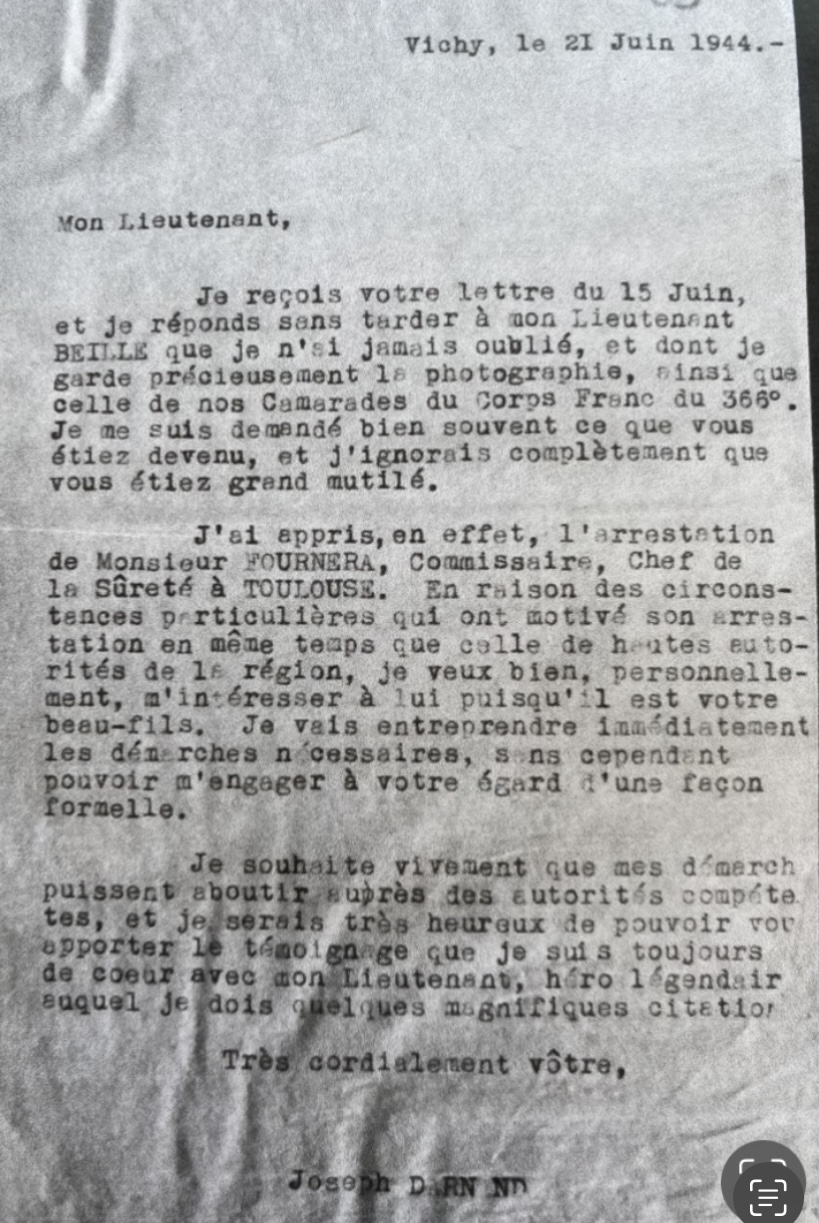
Courrier de Joseph Darnand adressé au lieutenant Beille, héros légendaire, à propos de son beau fils Pierre Fournera, résistant fusillé par les allemands le 1er août 1944, au camp de Souge.
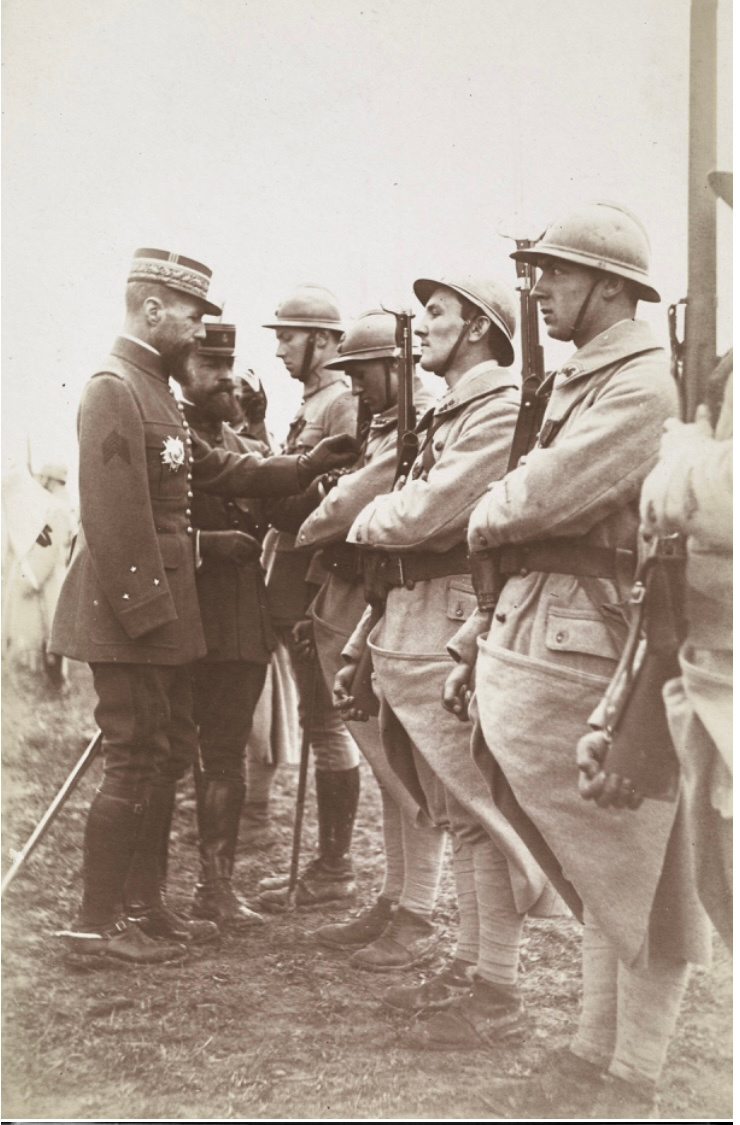
Le général Gouraud décorant Beille et d'autres soldats du 366e RI.
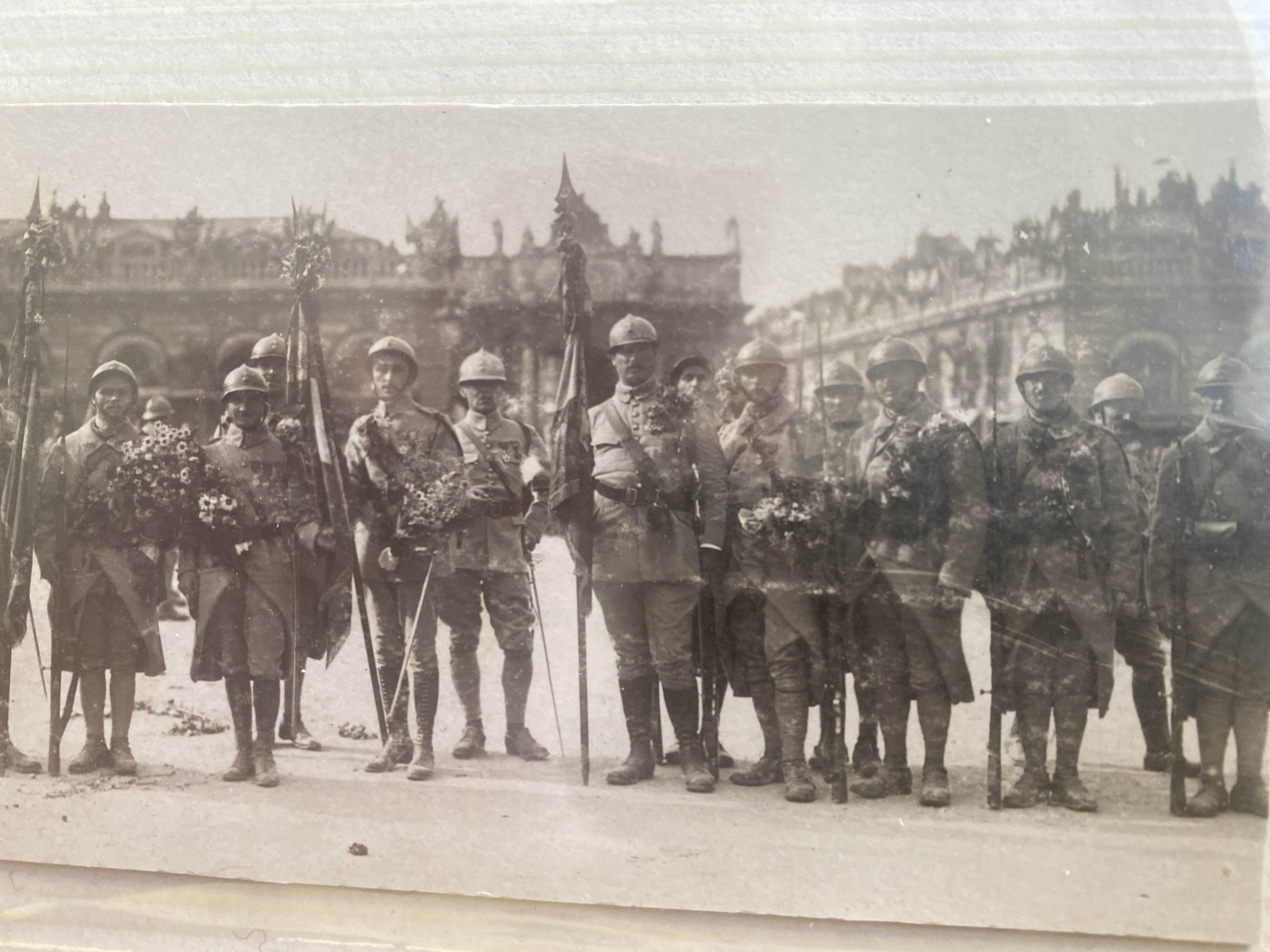
Photo prise lors de la cérémonie de prise d'armes dans la cour des Invalides.
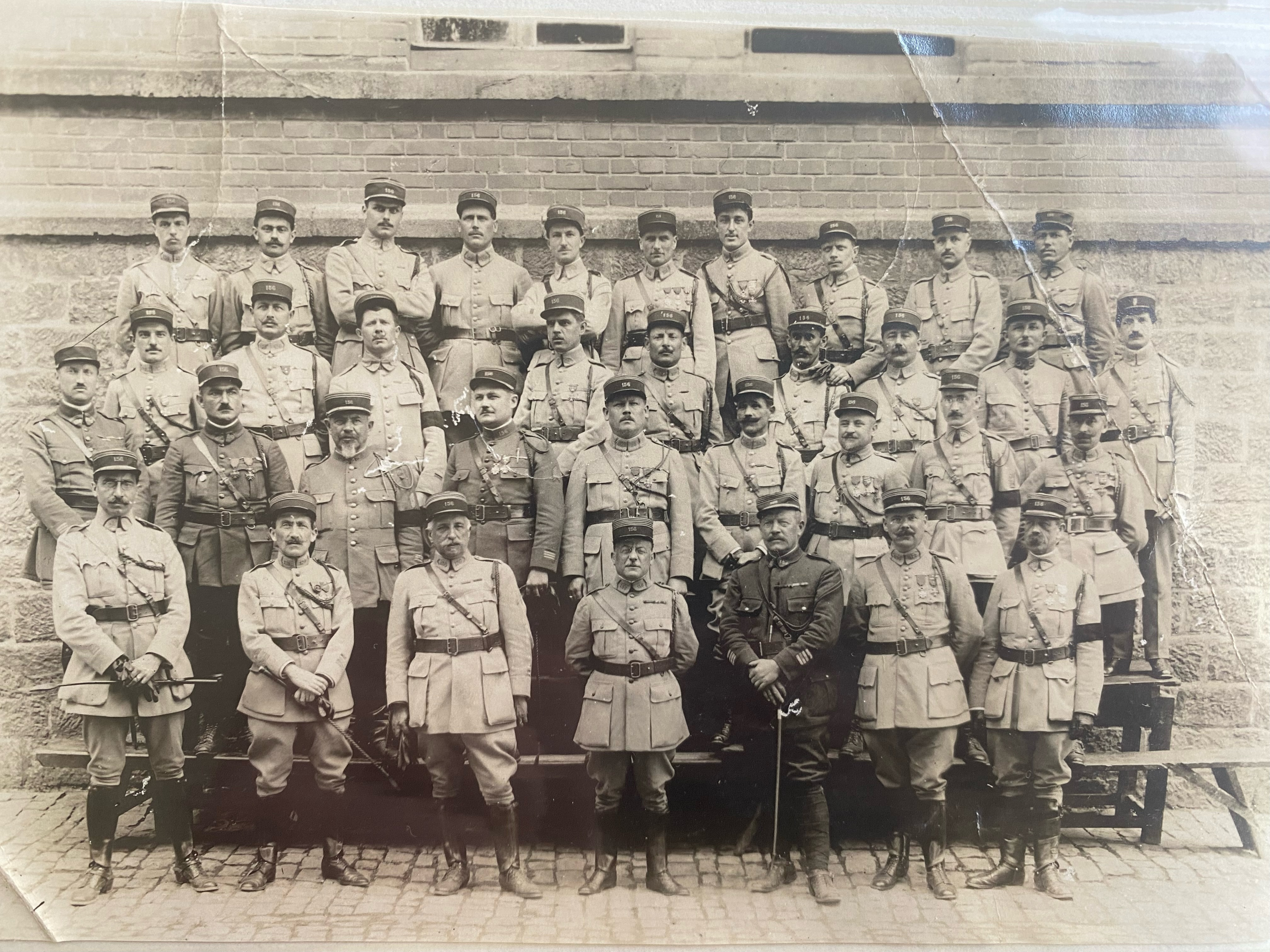
366e régiment d'infanterie.
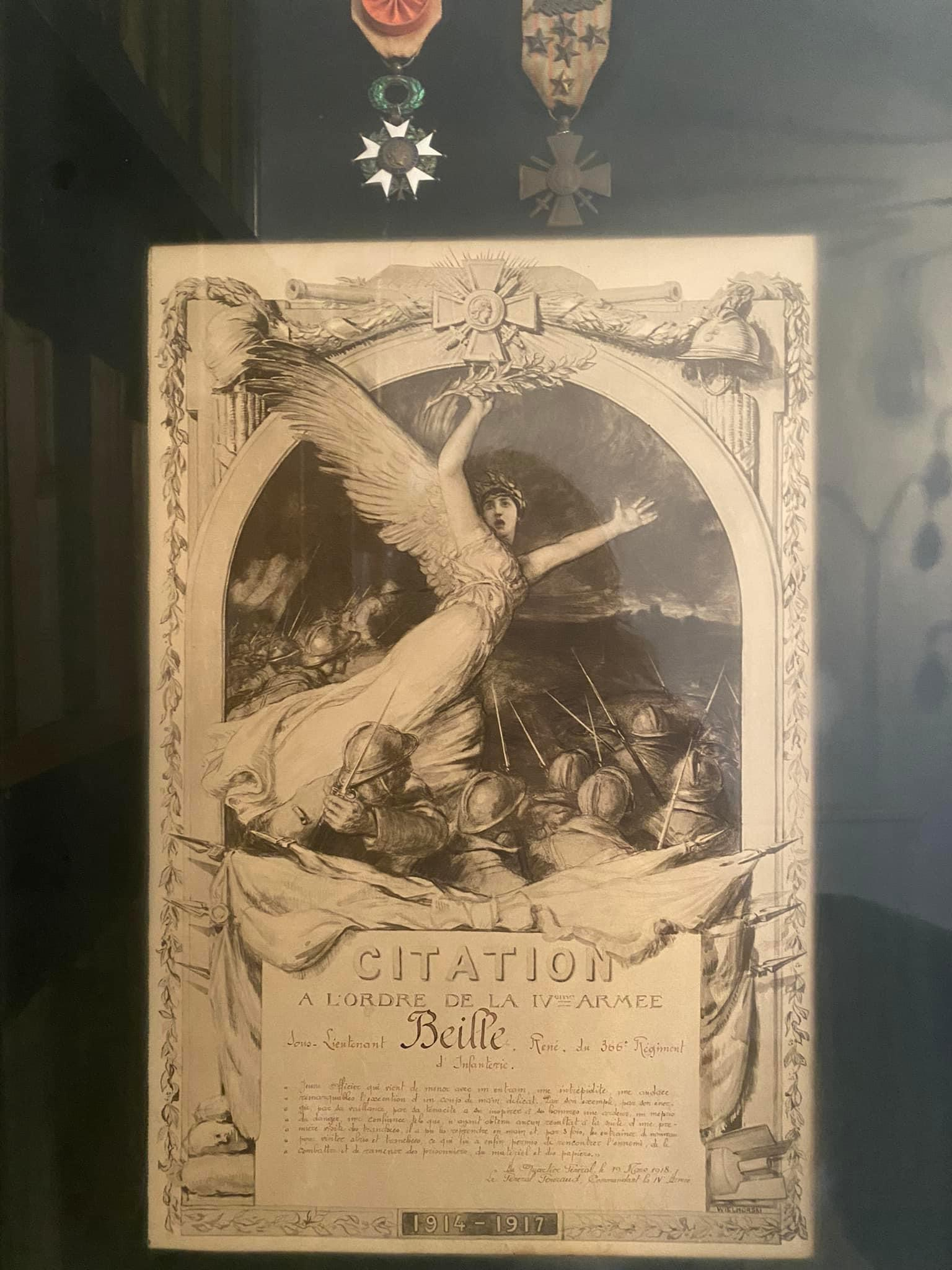
Décorations militaires.
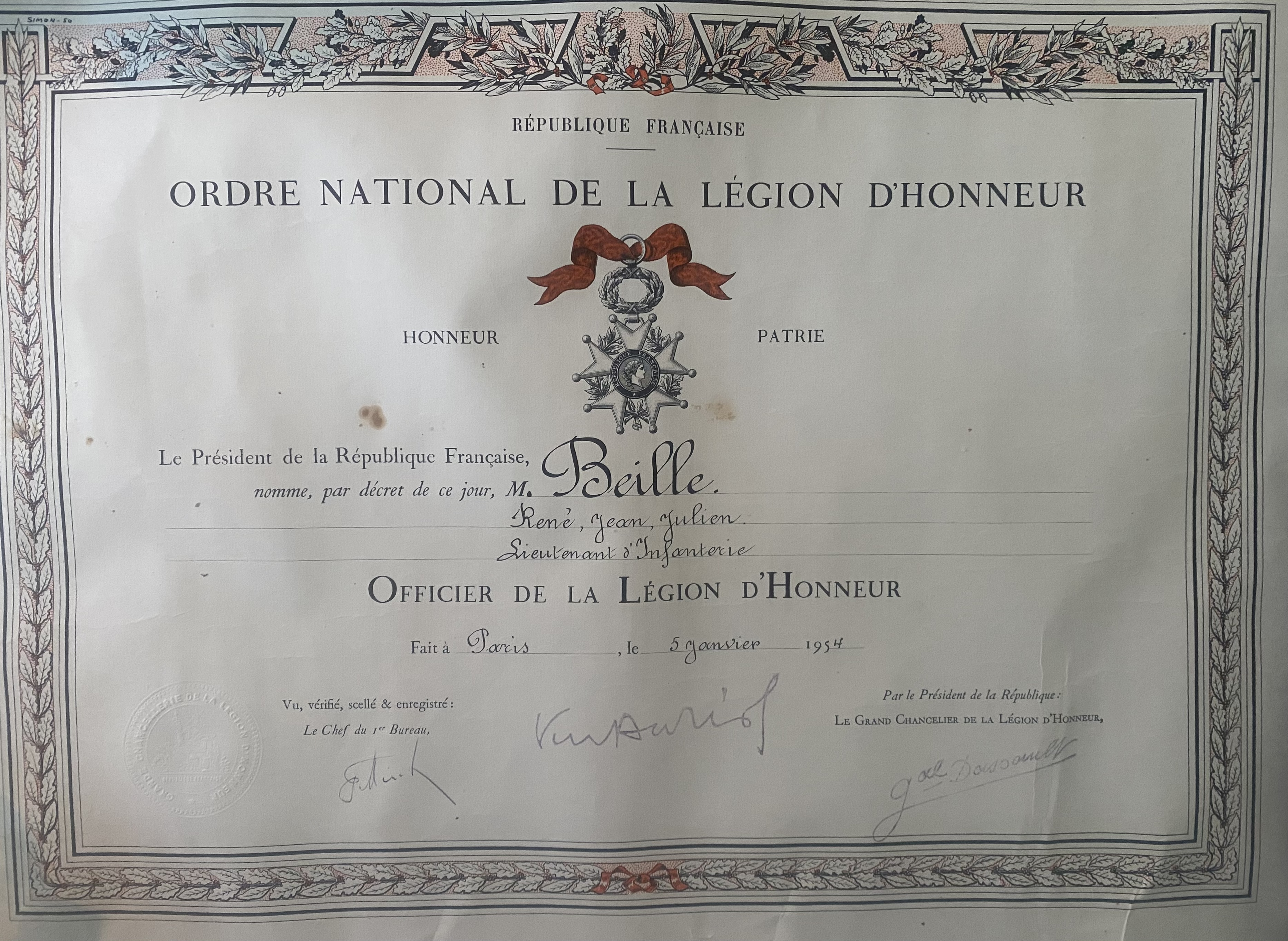
René Beille officier de la légion d’honneur en 1954.

## Distinctions
- Croix de guerre 1914–1918 (30 avril 1918) avec sept citations ;
- Chevalier de l'ordre du Mérite agricole (20 septembre 1950) ;
- Officier de la Légion d'honneur (5 janvier 1954) ;
  -  Chevalier de la Légion d'honneur (7 avril 1927).